# Liberecký vikariát (římskokatolická církev)

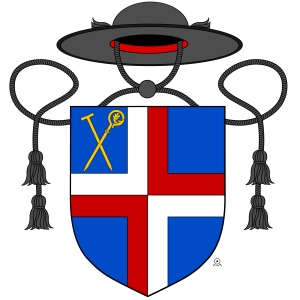
Blason vikariátního znaku
V modrém štítu stříbrně a červeně čtvrcený kříž provázený vpravo nahoře kosmo položenou holí svatého Antonína šikmo přeloženou zlatou berlou se závitem doleva. Vše převýšeno černým kněžským kloboukem se dvěma černými střapci. Zvolený symbol odkazuje na sv. Antonína Velikého, jakožto patrona libereckého arciděkanského kostela.

Liberecký vikariát se nachází v severních Čechách a je jedním z 10 vikariátů litoměřické diecéze. Je církevní územní správní jednotkou v litoměřické diecézi, která hraničí na západě a jihozápadě s českolipským vikariátem a na jihovýchodě s turnovským vikariátem. Ze severozápadu hraničí s diecézí drážďansko-míšeňskou v Německu a ze severu a ze severovýchodu s diecézí lehnickou v Polsku. Z hlediska územního členění státní správy leží na území libereckého kraje v okrese Liberec s výjimkou oblasti Jablonného v Podještědí a v polovině okresu Jablonec nad Nisou. Při severní hranici vikariátu se poblíž Hrádku nad Nisou nachází trojmezí.
Vikariát byl do 31. prosince 2024 tvořen 48 farnostmi, poté byl jejich počet snížen sloučením na 43. Nachází se v nich dohromady 73 kostelů a řada větších kaplí, které jsou uvedeny v přehledu. Dále je zde mnoho menších kaplí a kapliček, božích muk, křížů a jiných sakrálních památek, které jsou uvedeny na stránkách pojednávajících o konkrétních farnostech. Centrem vikariátu je krajské město Liberec, které mu dalo jméno a ve kterém se nachází liberecké arciděkanství. Jednotlivé farnosti jsou ve vikariátu sdružené do farních obvodů (kolatur), kdy z důvodu nedostatku kněží má jeden kněz na starosti farností více. Z hlediska státní správy kolatura může připomínat obce s pověřeným obecním úřadem či obce s rozšířenou působností.
Dalšími významnými centry jsou děkanství: Český Dub, Frýdlant v Čechách a Jablonec nad Nisou. V libereckém vikariátu se nachází několik významných mariánských poutních míst: kostel Panny Marie Sněžné v Andělské Hoře, kostel sv. Petra a Pavla v Ludvíkově pod Smrkem, kostel Navštívení Panny Marie v Hejnicích spolu s františkánským klášterem, kostel sv. Jana Křtitele ve Zdislavě. V Liberci jsou pak poutními místy kostel Matky Boží U Obrázku a kostel Nalezení svatého Kříže. Okrskovým vikářem je od roku 2013 Radek Jurnečka.

## Seznam farností libereckého vikariátu

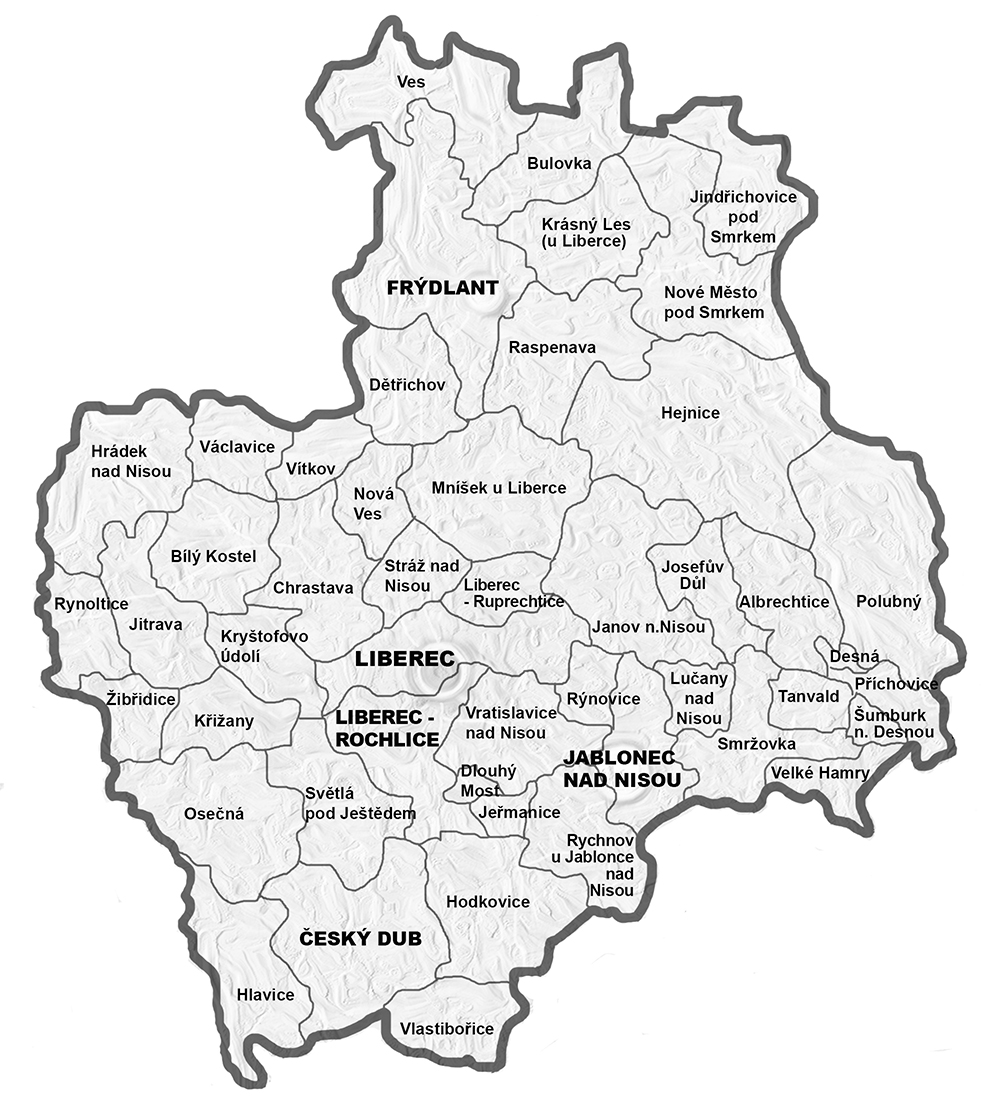

1. Albrechtice v Jizerských horách
2. Bílý Kostel nad Nisou
3. Bulovka
4. Český Dub
5. Desná
6. Dětřichov u Frýdlantu
7. Dlouhý Most
8. Frýdlant v Čechách
9. Hejnice
10. Hodkovice nad Mohelkou
11. Hrádek nad Nisou
12. Chrastava
13. Jablonec nad Nisou
14. Janov nad Nisou
15. Jindřichovice pod Smrkem
16. Jítrava
17. Josefův Důl
18. Krásný Les (u Liberce)
19. Kryštofovo Údolí
20. Křižany
21. Liberec
22. Liberec-Rochlice
23. Liberec-Ruprechtice
24. Lučany nad Nisou
25. Mníšek u Liberce
26. Nová Ves u Chrastavy
27. Nové Město pod Smrkem
28. Polubný
29. Příchovice
30. Raspenava
31. Rychnov u Jablonce nad Nisou
32. Rynoltice
33. Rýnovice
34. Smržovka
35. Stráž nad Nisou
36. Šumburk nad Desnou
37. Tanvald
38. Václavice
39. Velké Hamry
40. Ves u Frýdlantu
41. Vítkov u Chrastavy
42. Vratislavice nad Nisou
43. Žibřidice

| Přehled kostelů a kaplí v libereckém vikariátu | Přehled kostelů a kaplí v libereckém vikariátu          | Přehled kostelů a kaplí v libereckém vikariátu | Přehled kostelů a kaplí v libereckém vikariátu | Přehled kostelů a kaplí v libereckém vikariátu | Přehled kostelů a kaplí v libereckém vikariátu | Přehled kostelů a kaplí v libereckém vikariátu          | Přehled kostelů a kaplí v libereckém vikariátu | Přehled kostelů a kaplí v libereckém vikariátu |
| Fotografie                                     | Patrocinium                                             | Slavnost                                       | Místo                                          | Statut                                         | Farnost                                        | Diecézní katalog                                        | Souřadnice                                     | Č. kulturní památky (Pk, Mn, MIS, Sez, Obr)    |
| ---------------------------------------------- | ------------------------------------------------------- | ---------------------------------------------- | ---------------------------------------------- | ---------------------------------------------- | ---------------------------------------------- | ------------------------------------------------------- | ---------------------------------------------- | ---------------------------------------------- |
|                                                | Anděla Strážce (Jílové u Hodkovic nad Mohelkou)         | 2. října                                       | Jílové                                         | kaple                                          | Farnost Hodkovice nad Mohelkou                 | bohoslužby                                              | 50°39′14″ s. š., 15°6′36″ v. d.                | 29156/5-9 (Pk•MIS•Sez•Obr•WD)                  |
|                                                | Božského Srdce Páně (Liberec)                           | druhý pátek po N. Trojici                      | Liberec                                        | filiální kostel (klášterní)                    | Farnost Liberec                                | bohoslužby                                              | 50°46′8″ s. š., 15°4′0″ v. d.                  | 43945/5-5229 (Pk•MIS•Sez•Obr•WD)               |
|                                                | Nalezení sv. Kříže (Frýdlant)                           | 14. září                                       | Frýdlant                                       | farní kostel                                   | Farnost Frýdlant v Čechách                     | bohoslužby                                              | 50°55′14″ s. š., 15°4′42″ v. d.                | 20852/5-4253 (Pk•MIS•Sez•Obr•WD)               |
|                                                | Nalezení sv. Kříže (Liberec)                            | 14. září                                       | Liberec                                        | filiální kostel                                | Farnost Liberec                                | bohoslužby                                              | 50°46′16″ s. š., 15°3′10″ v. d.                | 22868/5-3579 (Pk•MIS•Sez•Obr•WD)               |
|                                                | Nanevstoupení Páně (Hodkovice nad Mohelkou)             | ve čtvrtek 7. neděle velikonoční               | Hodkovice nad Mohelkou                         | kaple                                          | Farnost Hodkovice nad Mohelkou                 | bohoslužby                                              | 50°39′51″ s. š., 15°5′19″ v. d.                | 34205/5-4284 (Pk•MIS•Sez•Obr•WD)               |
|                                                | Nanebevzetí Panny Marie (Desná)                         | 15. srpna                                      | Desná                                          | farní kostel                                   | Farnost Desná                                  | bohoslužby                                              | 50°45′30″ s. š., 15°18′17″ v. d.               | 11061/5-5703 (Pk•MIS•Sez•Obr•WD)               |
|                                                | Nanebevzetí Panny Marie (Dobrá Voda)                    | 15. srpna                                      | Dolní Dobrá Voda                               | kaple                                          | Farnost Rychnov u Jablonce nad Nisou           | bohoslužby                                              | 50°42′26″ s. š., 15°9′33″ v. d.                | —                                              |
|                                                | Nanebevzetí Panny Marie (Nová Ves)                      | 15. srpna                                      | Nová Ves                                       | farní kostel                                   | Farnost Nová Ves u Chrastavy                   | bohoslužby                                              | 50°49′55″ s. š., 15° v. d.                     | 29144/5-4393 (Pk•MIS•Sez•Obr•WD)               |
|                                                | Nanebevzetí Panny Marie (Raspenava)                     | 15. srpna                                      | Raspenava                                      | farní kostel                                   | Farnost Raspenava                              | bohoslužby                                              | 50°53′59″ s. š., 15°8′11″ v. d.                | 19600/5-4431 (Pk•MIS•Sez•Obr•WD)               |
|                                                | Nanebevzetí Panny Marie (Sychrov)                       | 15. srpna                                      | Sychrov                                        | kaple (zámecká)                                | Farnost Vlastibořice                           | bohoslužby                                              | 50°37′34″ s. š., 15°5′23″ v. d.                | 23838/5-4463 (Pk•MIS•Sez•Obr•WD)               |
|                                                | Narození sv. Jana Křtitele (Polubný)                    | 24. června                                     | Polubný                                        | farní kostel                                   | Farnost Polubný                                | bohoslužby                                              | 50°46′16″ s. š., 15°20′47″ v. d.               | 51002/5-4796 (Pk•MIS•Sez•Obr•WD)               |
|                                                | Navštívení Panny Marie (Hejnice)                        | 31. května                                     | Hejnice                                        | farní kostel                                   | Farnost Hejnice                                | bohoslužby                                              | 50°52′32″ s. š., 15°10′57″ v. d.               | 46793/5-4274 (Pk•MIS•Sez•Obr•WD)               |
|                                                | Navštívení Panny Marie (Hoření Starý Dub)               | 31. května                                     | Hoření Starý Dub                               | kaple                                          | Farnost Světlá pod Ještědem                    | bohoslužby                                              | 50°40′38″ s. š., 14°59′18″ v. d.               | 29827/5-4392 (Pk•MIS•Sez•Obr•WD)               |
|                                                | Navštívení Panny Marie (Karlov)                         | 31. května                                     | Karlov                                         | kaple                                          | Farnost Janov nad Nisou                        | bohoslužby                                              | 50°46′56″ s. š., 15°12′24″ v. d.               | 46462/5-4794 (Pk•MIS•Sez•Obr•WD)               |
|                                                | Navštívení Panny Marie (Lučany nad Nisou)               | 31. května                                     | Lučany nad Nisou                               | farní kostel                                   | Farnost Lučany nad Nisou                       | bohoslužby                                              | 50°44′20″ s. š., 15°13′23″ v. d.               | 11571/5-5767 (Pk•MIS•Sez•Obr•WD)               |
|                                                | Navštívení Panny Marie (Pulečný)                        | 31. května                                     | Pulečný                                        | kaple                                          | Farnost Rychnov u Jablonce nad Nisou           | bohoslužby                                              | 50°40′34″ s. š., 15°10′2″ v. d.                | —                                              |
|                                                | Navštívení Panny Marie (Starý Harcov)                   | 31. května                                     | Starý Harcov                                   | filiální kostel                                | Farnost Liberec                                | bohoslužby Archivováno 28. 11. 2014 na Wayback Machine. | 50°46′ s. š., 15°5′57″ v. d.                   | —                                              |
|                                                | Navštívení Panny Marie (Horní Vítkov)                   | 31. května                                     | Horní Vítkov                                   | farní kostel                                   | Farnost Vítkov u Chrastavy                     | bohoslužby                                              | 50°51′9″ s. š., 14°58′9″ v. d.                 | 38462/5-4494 (Pk•MIS•Sez•Obr•WD)               |
|                                                | Nejsvětějšího Srdce Ježíšova (Horní Maxov)              | druhý pátek po N. Trojici                      | Horní Maxov                                    | filiální kostel                                | Farnost Josefův Důl                            | bohoslužby                                              | 50°45′49″ s. š., 15°12′52″ v. d.               | —                                              |
|                                                | Nejsvětějšího Srdce Ježíšova (Jablonec nad Nisou)       | druhý pátek po N. Trojici                      | Jablonec nad Nisou                             | farní kostel                                   | Farnost Jablonec nad Nisou                     | bohoslužby                                              | 50°43′38″ s. š., 15°10′16″ v. d.               | 10627/5-30 (Pk•MIS•Sez•Obr•WD)                 |
|                                                | Nejsvětějšího Srdce Ježíšova (Machnín)                  | druhý pátek po N. Trojici                      | Machnín                                        | filiální kostel                                | Farnost Chrastava                              | bohoslužby                                              | 50°47′39″ s. š., 14°59′28″ v. d.               | —                                              |
|                                                | Nejsvětějšího Srdce Ježíšova (Vratislavice nad Nisou)   | druhý pátek po N. Trojici                      | Vratislavice nad Nisou                         | kaple                                          | Farnost Vratislavice nad Nisou                 | bohoslužby Archivováno 15. 7. 2014 na Wayback Machine.  |                                                | —                                              |
|                                                | Nejsvětější Trojice (Bílý Potok)                        | první neděle po letnicích                      | Bílý Potok                                     | filiální kostel                                | Farnost Hejnice                                | bohoslužby                                              | 50°52′21″ s. š., 15°13′10″ v. d.               | 49791/5-5856 (Pk•MIS•Sez•Obr•WD)               |
|                                                | Nejsvětější Trojice (Český Dub)                         | první neděle po letnicích                      | Český Dub                                      | filiální kostel                                | Farnost Český Dub                              | bohoslužby                                              | 50°39′47″ s. š., 14°59′53″ v. d.               | 31680/5-4196 (Pk•MIS•Sez•Obr•WD)               |
|                                                | Nejsvětější Trojice a Svaté rodiny (Horní Sedlo)        | první neděle po letnicích                      | Horní Sedlo                                    | kaple                                          | Farnost Hrádek nad Nisou                       |                                                         | 50°48′52″ s. š., 14°50′24″ v. d.               | 19688/5-4314 (Pk•MIS•Sez•Obr•WD)               |
|                                                | Nejsvětější Trojice (Jindřichovice pod Smrkem)          | první neděle po letnicích                      | Jindřichovice pod Smrkem                       | farní kostel                                   | Farnost Jindřichovice pod Smrkem               | bohoslužby                                              | 50°57′42″ s. š., 15°15′1″ v. d.                | 24418/5-4340 (Pk•MIS•Sez•Obr•WD)               |
|                                                | Nejsvětější Trojice (Mšeno nad Nisou)                   | první neděle po letnicích                      | Mšeno nad Nisou                                | filiální kostel                                | Farnost Jablonec nad Nisou                     | bohoslužby                                              | 50°43′22″ s. š., 15°10′6″ v. d.                | —                                              |
|                                                | Nejsvětější Trojice (Panenská Hůrka)                    | první neděle po letnicích                      | Panenská Hůrka                                 | kaple                                          | Farnost Bílý Kostel nad Nisou                  | bohoslužby                                              | 50°48′25″ s. š., 14°55′58″ v. d.               | —                                              |
|                                                | Nejsvětější Trojice (Rádlo)                             | první neděle po letnicích                      | Rádlo                                          | kaple                                          | Farnost Rychnov u Jablonce nad Nisou           | bohoslužby                                              | 50°41′55″ s. š., 15°6′59″ v. d.                | —                                              |
|                                                | Nejsvětější Trojice (Vratislavice nad Nisou)            | první neděle po letnicích                      | Vratislavice nad Nisou                         | farní kostel                                   | Farnost Vratislavice nad Nisou                 | bohoslužby                                              | 50°44′34″ s. š., 15°5′33″ v. d.                | 36643/5-4502 (Pk•MIS•Sez•Obr•WD)               |
|                                                | Neposkvrněného početí Panny Marie (Horní Řasnice)       | 8. prosince                                    | Horní Řasnice                                  | filiální kostel                                | Farnost Nové Město p.S.                        | bohoslužby                                              | 50°57′49″ s. š., 15°12′0″ v. d.                | 16255/5-4297 (Pk•MIS•Sez•Obr•WD)               |
|                                                | Padlým vojínům (Nové Město p.S.)                        |                                                | Nové Město pod Smrkem                          | kaple                                          | Farnost Nové Město p.S.                        |                                                         |                                                | —                                              |
|                                                | Matky Boží U obrázku (Liberec)                          | 1. ledna                                       | Liberec                                        | kaple                                          | Farnost Liberec                                | bohoslužby                                              | 50°47′41″ s. š., 15°4′28″ v. d.                | 22323/5-4171 (Pk•MIS•Sez•Obr•WD)               |
|                                                | Panny Marie (Lužec)                                     | 1. ledna                                       | Lužec                                          | kaple                                          | Farnost Raspenava                              | bohoslužby                                              |                                                | —                                              |
|                                                | Panny Marie Bolestné (Ruprechtice)                      | 15. září                                       | Ruprechtice                                    | kaple                                          | Farnost Liberec-Ruprechtice                    | bohoslužby Archivováno 26. 7. 2014 na Wayback Machine.  |                                                | —                                              |
|                                                | Panny Marie Bolestné (Milíře)                           | 15. září                                       | Milíře                                         | kaple                                          | Farnost Jeřmanice                              | bohoslužby                                              | 50°42′37″ s. š., 15°6′37″ v. d.                | 23908/5-92 (Pk•MIS•Sez•Obr•WD)                 |
|                                                | Panny Marie Bolestné (Žibřidice)                        | 15. září                                       | Žibřidice                                      | kaple                                          | Farnost Žibřidice                              | bohoslužby                                              | 50°44′13″ s. š., 14°52′48″ v. d.               | 34916/5-4516 (Pk•MIS•Sez•Obr•WD)               |
|                                                | Panny Marie Královny míru (Habartice)                   | 22. srpna                                      | Habartice                                      | kaple                                          | Farnost Ves u Frýdlantu                        | bohoslužby Archivováno 13. 12. 2014 na Wayback Machine. |                                                | —                                              |
|                                                | Panny Marie Pomocnice křesťanů (Nová Ves nad Nisou)     | 24. května                                     | Nová Ves nad Nisou                             | filiální kostel                                | Farnost Jablonec nad Nisou                     | bohoslužby                                              | 50°43′20″ s. š., 15°12′46″ v. d.               | —                                              |
|                                                | Panny Marie Pomocnice křesťanů (Uhelná)                 | 24. května                                     | Uhelná                                         | kaple                                          | Farnost Václavice                              | bohoslužby                                              | 50°51′57″ s. š., 14°54′ v. d.                  | —                                              |
|                                                | Panny Marie Pomocné (Liberec)                           | 24. května                                     | Liberec                                        | kaple (zámecká)                                | Farnost Liberec                                | bohoslužby                                              | 50°46′6″ s. š., 15°3′38″ v. d.                 | 23863/5-4153 (Pk•MIS•Sez•Obr•WD)               |
|                                                | Panny Marie Sněžné (Andělská Hora)                      | 5. srpna                                       | Andělská Hora                                  | filiální kostel                                | Farnost Chrastava                              | bohoslužby                                              | 50°47′56″ s. š., 14°57′23″ v. d.               | 52178/5-5945 (Pk•MIS•Sez•Obr•WD)               |
|                                                | Panny Marie Sněžné (Srbská)                             | 5. srpna                                       | Srbská                                         | kaple                                          | Farnost Jindřichovice pod Smrkem               | bohoslužby                                              | 50°59′15″ s. š., 15°13′39″ v. d.               | —                                              |
|                                                | Panny Marie Růžencové (Albrechtice v Jizerských horách) | 7. října                                       | Albrechtice                                    | kaple                                          | Farnost Albrechtice v Jiz.h.                   | bohoslužby                                              | 50°46′10″ s. š., 15°17′19″ v. d.               | —                                              |
|                                                | Proměnění Páně (Josefův Důl)                            | 6. srpna                                       | Josefův Důl                                    | farní kostel                                   | Farnost Josefův Důl                            | bohoslužby                                              | 50°46′52″ s. š., 15°14′10″ v. d.               | —                                              |
|                                                | Seslání Ducha svatého (Český Dub)                       | letnice                                        | Český Dub                                      | farní kostel                                   | Farnost Český Dub                              | bohoslužby                                              | 50°39′38″ s. š., 14°59′40″ v. d.               | 14737/5-4197 (Pk•MIS•Sez•Obr•WD)               |
|                                                | Seslání Ducha svatého (Rýnovice)                        | letnice                                        | Rýnovice                                       | farní kostel                                   | Farnost Rýnovice                               | bohoslužby                                              | 50°44′43″ s. š., 15°9′3″ v. d.                 | 14511/5-37 (Pk•MIS•Sez•Obr•WD)                 |
|                                                | Seslání Ducha svatého (Višňová)                         | letnice                                        | Višňová                                        | filiální kostel                                | Farnost Frýdlant v Čechách                     | bohoslužby                                              | 50°57′57″ s. š., 15°1′16″ v. d.                | 24014/5-4481 (Pk•MIS•Sez•Obr•WD)               |
|                                                | sv. Anny (Andělka)                                      | 26. července                                   | Andělka                                        | filiální kostel                                | Farnost Ves u Frýdlantu                        | bohoslužby                                              | 51°0′9″ s. š., 14°59′36″ v. d.                 | 32873/5-4173 (Pk•MIS•Sez•Obr•WD)               |
|                                                | sv. Anny (Dětřichov)                                    | 26. července                                   | Dětřichov                                      | farní kostel                                   | Farnost Dětřichov u Frýdlantu                  | bohoslužby                                              | 50°53′35″ s. š., 15°2′11″ v. d.                | 32477/5-4205 (Pk•MIS•Sez•Obr•WD)               |
|                                                | sv. Anny (Frýdlant)                                     | 26. července                                   | Frýdlant                                       | kaple (zámecká)                                | Farnost Frýdlant v Čechách                     | bohoslužby                                              | 50°54′53″ s. š., 15°5′1″ v. d.                 | 32155/5-4271 (Pk•MIS•Sez•Obr•WD)               |
|                                                | sv. Anny (Jablonec nad Nisou)                           | 26. července                                   | Jablonec nad Nisou                             | filiální kostel                                | Farnost Jablonec nad Nisou                     | bohoslužby                                              | 50°43′22″ s. š., 15°10′6″ v. d.                | 37936/5-32 (Pk•MIS•Sez•Obr•WD)                 |
|                                                | sv. Anny (Jeřmanice)                                    | 26. července                                   | Jeřmanice                                      | farní kostel                                   | Farnost Jeřmanice                              | bohoslužby                                              | 50°41′54″ s. š., 15°5′41″ v. d.                | 32574/5-4337 (Pk•MIS•Sez•Obr•WD)               |
|                                                | sv. Anny (Velké Hamry)                                  | 26. července                                   | Velké Hamry                                    | kaple                                          | Farnost Velké Hamry                            | bohoslužby                                              |                                                | —                                              |
|                                                | sv. Antonína Pad. (Bedřichov)                           | 13. června                                     | Bedřichov                                      | filiální kostel                                | Farnost Janov nad Nisou                        | bohoslužby                                              | 50°46′25″ s. š., 15°10′4″ v. d.                | —                                              |
|                                                | sv. Antonína Pad. (Kokonín)                             | 13. června                                     | Kokonín                                        | kaple                                          | Farnost Jablonec nad Nisou                     | bohoslužby                                              | 50°41′57″ s. š., 15°10′32″ v. d.               | —                                              |
|                                                | sv. Antonína Pad. (Ruprechtice)                         | 13. června                                     | Ruprechtice                                    | farní kostel                                   | Farnost Liberec-Ruprechtice                    | bohoslužby                                              | 50°47′19″ s. š., 15°3′54″ v. d.                | 44117/5-5597 (Pk•MIS•Sez•Obr•WD)               |
|                                                | sv. Antonína Pad. (Rašovka)                             | 13. června                                     | Rašovka                                        | kaple (hřbitovní)                              | Farnost Dlouhý Most                            | bohoslužby                                              | 50°41′54″ s. š., 15°2′23″ v. d.                | 54660/5-4474 (Pk•MIS•Sez•Obr•WD)               |
|                                                | sv. Antonína Velikého (Liberec)                         | 17. ledna                                      | Liberec                                        | farní kostel                                   | Farnost Liberec                                | bohoslužby                                              | 50°46′11″ s. š., 15°3′24″ v. d.                | 32573/5-4138 (Pk•MIS•Sez•Obr•WD)               |
|                                                | sv. Barbory (Grabštejn)                                 | 4. prosince                                    | Grabštejn                                      | kaple (zámecká)                                | Farnost Hrádek nad Nisou                       | bohoslužby                                              | 50°50′46″ s. š., 14°52′31″ v. d.               | 32126/5-4317 (Pk•MIS•Sez•Obr•WD)               |
|                                                | sv. Barbory (Rynoltice)                                 | 4. prosince                                    | Rynoltice                                      | farní kostel                                   | Farnost Rynoltice                              | bohoslužby                                              | 50°47′16″ s. š., 14°49′5″ v. d.                | 26662/5-4440 (Pk•MIS•Sez•Obr•WD)               |
|                                                | sv. Bartoloměje (Hrádek nad Nisou)                      | 24. srpna                                      | Hrádek nad Nisou                               | farní kostel                                   | Farnost Hrádek nad Nisou                       | bohoslužby                                              | 50°51′15″ s. š., 14°50′42″ v. d.               | 16191/5-4303 (Pk•MIS•Sez•Obr•WD)               |
|                                                | sv. Bonifáce (Dolní Hanychov)                           | 5. června                                      | Dolní Hanychov                                 | filiální kostel                                | Farnost Liberec-Rochlice                       | bohoslužby                                              | 50°44′29″ s. š., 15°1′15″ v. d.                | 10309/5-5542 (Pk•MIS•Sez•Obr•WD)               |
|                                                | sv. Františka z Assisi (Šumburk nad Desnou)             | 4. října                                       | Šumburk nad Desnou                             | farní kostel                                   | Farnost Šumburk nad Desnou                     | bohoslužby                                              | 50°44′31″ s. š., 15°18′51″ v. d.               | 13108/5-5504 (Pk•MIS•Sez•Obr•WD)               |
|                                                | sv. Františka z Pauly (Albrechtice v Jiz.h.)            | 2. dubna                                       | Albrechtice                                    | farní kostel                                   | Farnost Albrechtice v Jiz.h.                   | bohoslužby                                              | 50°45′34″ s. š., 15°17′4″ v. d.                | 40181/5-4782 (Pk•MIS•Sez•Obr•WD)               |
|                                                | sv. Heleny (Krásný Les)                                 | 18. srpna                                      | Krásný Les                                     | farní kostel                                   | Farnost Krásný Les                             | bohoslužby                                              | 50°56′33″ s. š., 15°8′51″ v. d.                | 15124/5-4343 (Pk•MIS•Sez•Obr•WD)               |
|                                                | sv. Jakuba Staršího (Letařovice)                        | 25. července                                   | Letařovice                                     | farní kostel                                   | Farnost Český Dub                              | bohoslužby                                              | 50°37′54″ s. š., 15°0′12″ v. d.                | 18493/5-4302 (Pk•MIS•Sez•Obr•WD)               |
|                                                | sv. Jana Křtitele (Janov nad Nisou)                     | 24. června                                     | Janov nad Nisou                                | farní kostel                                   | Farnost Janov nad Nisou                        | bohoslužby                                              | 50°46′25″ s. š., 15°10′4″ v. d.                | 10430/5-5487 (Pk•MIS•Sez•Obr•WD)               |
|                                                | sv. Jana Křtitele (Rochlice)                            | 24. června                                     | Rochlice                                       | farní kostel                                   | Farnost Liberec-Rochlice                       | bohoslužby                                              | 50°44′57″ s. š., 15°3′45″ v. d.                | 21469/5-4165 (Pk•MIS•Sez•Obr•WD)               |
|                                                | sv. Jana Křtitele (Zdislava)                            | 24. června                                     | Zdislava                                       | filiální kostel                                | Farnost Jítrava                                | bohoslužby                                              | 50°45′44″ s. š., 14°52′29″ v. d.               | 14442/5-4515 (Pk•MIS•Sez•Obr•WD)               |
|                                                | sv. Jana Nepomuckého (Černousy)                         | 16. května                                     | Černousy                                       | kaple                                          | Farnost Ves u Frýdlantu                        | bohoslužby                                              | 51°0′19″ s. š., 15°3′12″ v. d.                 | 24992/5-4192 (Pk•MIS•Sez•Obr•WD)               |
|                                                | sv. Jana Nepomuckého (Janův Důl)                        | 16. května                                     | Janův Důl                                      | kaple                                          | Farnost Liberec                                | bohoslužby                                              | 50°45′16″ s. š., 15°1′45″ v. d.                | 39853/5-4162 (Pk•MIS•Sez•Obr•WD)               |
|                                                | sv. Jana Nepomuckého (Soběslavice)                      | 16. května                                     | Soběslavice                                    | kaple                                          | Farnost Vlastibořice                           | bohoslužby                                              | 50°36′17″ s. š., 15°2′4″ v. d.                 | 12920/5-4448 (Pk•MIS•Sez•Obr•WD)               |
|                                                | sv. Jana Nepomuckého (Vrkoslavice)                      | 16. května                                     | Vrkoslavice                                    | filiální kostel                                | Farnost Jablonec nad Nisou                     | bohoslužby Archivováno 12. 11. 2014 na Wayback Machine. | 50°42′23″ s. š., 15°10′35″ v. d.               | —                                              |
|                                                | sv. Josefa (Druzcov)                                    | 19. března                                     | Druzcov                                        | kaple                                          | Farnost Osečná                                 | bohoslužby                                              | 50°43′15″ s. š., 14°55′29″ v. d.               | —                                              |
|                                                | sv. Jošta (Dolní Pertoltice)                            | 13. prosince                                   | Dolní Pertoltice                               | filiální kostel                                | Farnost Ves u Frýdlantu                        | bohoslužby                                              | 50°58′57″ s. š., 15°4′44″ v. d.                | 51053/5-5908 (Pk•MIS•Sez•Obr•WD)               |
|                                                | sv. Kateřiny (Nové Město p.S.)                          | 25. listopadu                                  | Nové Město pod Smrkem                          | farní kostel                                   | Farnost Nové Město p.S.                        | bohoslužby                                              | 50°55′38″ s. š., 15°13′54″ v. d.               | 28965/5-4400 (Pk•MIS•Sez•Obr•WD)               |
|                                                | sv. Kateřiny Alexandrijské (Stráž nad Nisou)            | 25. listopadu                                  | Stráž nad Nisou                                | farní kostel                                   | Farnost Stráž nad Nisou                        | bohoslužby                                              | 50°47′28″ s. š., 15°1′35″ v. d.                | 26975/5-4450 (Pk•MIS•Sez•Obr•WD)               |
|                                                | sv. Kateřiny Alexandrijské (Vlastibořice)               | 25. listopadu                                  | Vlastibořice                                   | farní kostel                                   | Farnost Vlastibořice                           | bohoslužby                                              | 50°37′5″ s. š., 15°3′11″ v. d.                 | 32702/5-4497 (Pk•MIS•Sez•Obr•WD)               |
|                                                | sv. Kryštofa (Kryštofovo Údolí)                         | 25. července                                   | Kryštofovo Údolí                               | farní kostel                                   | Farnost Kryštofovo Údolí                       | bohoslužby                                              | 50°46′22″ s. š., 14°56′1″ v. d.                | 36695/5-4355 (Pk•MIS•Sez•Obr•WD)               |
|                                                | sv. Linharta (Hlavice)                                  | 6. listopadu                                   | Hlavice                                        | farní kostel                                   | Farnost Hlavice                                | bohoslužby                                              | 50°37′53″ s. š., 14°55′30″ v. d.               | 26169/5-4277 (Pk•MIS•Sez•Obr•WD)               |
|                                                | sv. Martina (Dolní Oldřiš)                              | 11. listopadu                                  | Dolní Oldřiš                                   | filiální kostel                                | Farnost Bulovka                                | bohoslužby                                              | 51°0′18″ s. š., 15°9′18″ v. d.                 | 18647/5-4187 (Pk•MIS•Sez•Obr•WD)               |
|                                                | sv. Máří Magdaleny (Arnoltice)                          | 22. července                                   | Arnoltice                                      | filiální kostel                                | Farnost Bulovka                                | bohoslužby                                              | 50°57′51″ s. š., 15°5′45″ v. d.                | 33906/5-4184 (Pk•MIS•Sez•Obr•WD)               |
|                                                | sv. Máří Magdalény (Liberec)                            | 22. července                                   | Liberec                                        | filiální kostel (klášterní)                    | Farnost Liberec                                | bohoslužby                                              | 50°46′4″ s. š., 15°2′53″ v. d.                 | 41331/5-4154 (Pk•MIS•Sez•Obr•WD)               |
|                                                | sv. Maxmiliána (Křižany)                                | 12. března                                     | Křižany                                        | farní kostel                                   | Farnost Křižany                                | bohoslužby                                              | 50°44′19″ s. š., 14°54′8″ v. d.                | 39093/5-4365 (Pk•MIS•Sez•Obr•WD)               |
|                                                | sv. Michaela archanděla (Bulovka)                       | 29. září                                       | Bulovka                                        | farní kostel                                   | Farnost Bulovka                                | bohoslužby                                              | 50°58′7″ s. š., 15°7′15″ v. d.                 | 19908/5-4182 (Pk•MIS•Sez•Obr•WD)               |
|                                                | sv. Michaela archanděla (Smržovka)                      | 29. září                                       | Smržovka                                       | farní kostel                                   | Farnost Smržovka                               | bohoslužby                                              | 50°43′48″ s. š., 15°14′27″ v. d.               | 29153/5-103 (Pk•MIS•Sez•Obr•WD)                |
|                                                | sv. Mikuláše (Bílý Kostel nad Nisou)                    | 6. prosince                                    | Bílý Kostel nad Nisou                          | farní kostel                                   | Farnost Bílý Kostel nad Nisou                  | bohoslužby                                              | 50°49′25″ s. š., 14°55′28″ v. d.               | 36765/5-4178 (Pk•MIS•Sez•Obr•WD)               |
|                                                | sv. Mikuláše (Mníšek)                                   | 6. prosince                                    | Mníšek                                         | farní kostel                                   | Farnost Mníšek u Liberce                       | bohoslužby                                              | 50°49′54″ s. š., 15°3′20″ v. d.                | 39901/5-4388 (Pk•MIS•Sez•Obr•WD)               |
|                                                | sv. Mikuláše (Světlá pod Ještědem)                      | 6. prosince                                    | Světlá pod Ještědem                            | farní kostel                                   | Farnost Světlá pod Ještědem                    | bohoslužby                                              | 50°42′42″ s. š., 14°59′7″ v. d.                | 26663/5-4451 (Pk•MIS•Sez•Obr•WD)               |
|                                                | sv. Pankráce (Jítrava)                                  | 12. května                                     | Jítrava                                        | farní kostel                                   | Farnost Jítrava                                | bohoslužby                                              | 50°47′27″ s. š., 14°51′20″ v. d.               | 37793/5-4447 (Pk•MIS•Sez•Obr•WD)               |
|                                                | sv. Petra a Pavla (Ludvíkov pod Smrkem)                 | 29. června                                     | Ludvíkov pod Smrkem                            | filiální kostel                                | Farnost Nové Město p.S.                        | bohoslužby                                              | 50°54′53″ s. š., 15°12′22″ v. d.               | 16690/5-4401 (Pk•MIS•Sez•Obr•WD)               |
|                                                | sv. Petra a Pavla (Tanvald)                             | 29. června                                     | Tanvald                                        | farní kostel                                   | Farnost Tanvald                                | bohoslužby                                              | 50°44′19″ s. š., 15°16′43″ v. d.               | —                                              |
|                                                | sv. Prokopa (Hodkovice nad Mohelkou)                    | 4. července                                    | Hodkovice nad Mohelkou                         | farní kostel                                   | Farnost Hodkovice nad Mohelkou                 | bohoslužby                                              | 50°39′51″ s. š., 15°5′18″ v. d.                | 34205/5-4284 (Pk•MIS•Sez•Obr•WD)               |
|                                                | sv. Šimona a Judy (Žibřidice)                           | 28. října                                      | Žibřidice                                      | farní kostel                                   | Farnost Žibřidice                              | bohoslužby                                              | 50°44′32″ s. š., 14°51′43″ v. d.               | 19180/5-4517 (Pk•MIS•Sez•Obr•WD)               |
|                                                | sv. Václava (Rychnov u Jablonce nad Nisou)              | 28. září                                       | Rychnov u Jablonce nad Nisou                   | farní kostel                                   | Farnost Rychnov u Jablonce nad Nisou           | bohoslužby                                              | 50°41′14″ s. š., 15°8′56″ v. d.                | 46613/5-98 (Pk•MIS•Sez•Obr•WD)                 |
|                                                | sv. Václava (Velké Hamry)                               | 28. září                                       | Velké Hamry                                    | farní kostel                                   | Farnost Velké Hamry                            | bohoslužby                                              | 50°43′2″ s. š., 15°18′51″ v. d.                | —                                              |
|                                                | sv. Vavřince (Dlouhý Most)                              | 10. srpna                                      | Dlouhý Most                                    | farní kostel                                   | Farnost Dlouhý Most                            | bohoslužby                                              | 50°42′49″ s. š., 15°4′26″ v. d.                | 18200/5-4216 (Pk•MIS•Sez•Obr•WD)               |
|                                                | sv. Vavřince (Chrastava)                                | 10. srpna                                      | Chrastava                                      | farní kostel                                   | Farnost Chrastava                              | bohoslužby                                              | 50°49′11″ s. š., 14°58′8″ v. d.                | 35057/5-4334 (Pk•MIS•Sez•Obr•WD)               |
|                                                | sv. Vavřince (Ves)                                      | 10. srpna                                      | Ves                                            | farní kostel                                   | Farnost Ves u Frýdlantu                        | bohoslužby                                              | 51°0′57″ s. š., 15°1′47″ v. d.                 | 16335/5-4193 (Pk•MIS•Sez•Obr•WD)               |
|                                                | sv. Víta (Osečná)                                       | 15. června                                     | Osečná                                         | farní kostel                                   | Farnost Osečná                                 | bohoslužby                                              | 50°41′40″ s. š., 14°55′17″ v. d.               | 21386/5-4402 (Pk•MIS•Sez•Obr•WD)               |
|                                                | sv. Víta (Příchovice)                                   | 15. června                                     | Příchovice                                     | farní kostel                                   | Farnost Příchovice                             | bohoslužby                                              | 50°44′29″ s. š., 15°20′59″ v. d.               | 31616/5-54 (Pk•MIS•Sez•Obr•WD)                 |
|                                                | sv. Vojtěcha (Ostašov)                                  | 23. dubna                                      | Ostašov                                        | filiální kostel                                | Farnost Liberec                                | bohoslužby                                              | 50°45′53″ s. š., 15°0′35″ v. d.                | —                                              |
|                                                | sv. Zdislavy (Vratislavice nad Nisou)                   | 30. května                                     | Vratislavice nad Nisou                         | kaple (dom.důch.)                              | Farnost Vratislavice nad Nisou                 | bohoslužby                                              | 50°45′12″ s. š., 15°4′47″ v. d.                | —                                              |
|                                                | Všech svatých (Kunratice)                               | 1. listopadu                                   | Kunratice                                      | filiální kostel                                | Farnost Frýdlant v Čechách                     | bohoslužby                                              | 50°55′15″ s. š., 15°1′31″ v. d.                | 15866/5-4372 (Pk•MIS•Sez•Obr•WD)               |
|                                                | Vzkříšení (Vratislavice nad Nisou)                      | Velikonoční neděle                             | Vratislavice nad Nisou                         | kaple                                          | Farnost Vratislavice nad Nisou                 | bohoslužby                                              | 50°44′36″ s. š., 15°5′35″ v. d.                | —                                              |
|                                                | Kaple (Ferdinandov)                                     | zasvěcení neznámé                              | Ferdinandov                                    | kaple (hřbitovní)                              | Farnost Hejnice                                |                                                         |                                                | —                                              |
|                                                | Kaple (Filipka)                                         | zasvěcení neznámé                              | Filipka                                        | kaple                                          | Farnost Mníšek u Liberce                       |                                                         |                                                | —                                              |
|                                                | Kaple (Fojtka)                                          | zasvěcení neznámé                              | Fojtka                                         | kaple                                          | Farnost Mníšek u Liberce                       |                                                         | 50°49′8″ s. š., 15°4′24″ v. d.                 | 51357/5-5919 (Pk•MIS•Sez•Obr•WD)               |
|                                                | Kaple (Hejnice)                                         | zasvěcení neznámé                              | Hejnice                                        | kaple (hřbitovní)                              | Farnost Hejnice                                |                                                         |                                                | —                                              |
|                                                | Kaple (Jablonecké Paseky)                               | zasvěcení neznámé                              | Jablonecké Paseky                              | kaple                                          | Farnost Jablonec nad Nisou                     |                                                         |                                                | —                                              |
|                                                | Kaple (Lázně Libverda)                                  | zasvěcení neznámé                              | Lázně Libverda                                 | kaple (hřbitovní)                              | Farnost Hejnice                                |                                                         | 50°53′13″ s. š., 15°11′34″ v. d.               | —                                              |
|                                                | Kaple (Lučany nad Nisou)                                | zasvěcení neznámé                              | Lučany nad Nisou                               | kaple                                          | Farnost Lučany nad Nisou                       |                                                         |                                                | —                                              |
|                                                | Kaple (Nové Město pod Smrkem)                           | zasvěcení neznámé                              | Nové Město pod Smrkem                          | kaple (hřbitovní)                              | Farnost Nové Město p.S.                        |                                                         |                                                | —                                              |
|                                                | Kaple (Oldřichov v Hájích)                              | zasvěcení neznámé                              | Oldřichov v Hájích                             | kaple                                          | Farnost Mníšek u Liberce                       |                                                         | 50°50′57″ s. š., 15°4′55″ v. d.                | —                                              |

## Farní obvody libereckého vikariátu
Farnosti jsou z důvodu efektivity duchovní správy spojeny do farních obvodů (kolatur). Některé farnosti mohou mít správce dva. Jednoho, který má na starosti materiální záležitosti (in materialibus); a druhého, který vykonává duchovní službu (in spiritualibus). Upřesňující údaje v kolonce správce se vztahují k obsazené farnosti. Farnosti mají osoby pověřené různými funkcemi uvedené na svých stránkách či v diecézním katalogu.
| Farnosti                                                                        | Farnosti | Farnosti | Farnosti                                                                          |
| Farnost obsazená duchovním                                                      | Farnost spravovaná excurrendo | Správce | Web a facebook farní kolatury                                                     |
| ------------------------------------------------------------------------------- | --- | --- | --------------------------------------------------------------------------------- |
| Český Dub                                                                       | Hlavice • Hodkovice nad Mohelkou • Jeřmanice • Osečná • Světlá pod Ještědem • Vlastibořice                                            | R.D. Miroslav Maňásek, admin. in spiritualibus Mgr. Ing. Michael Koudelka, admin. in materialibus |                                                                                   |
|                                                                                 | Dlouhý Most | R.D. PaedDr. ICLic. Michal Podzimek, Ph.D., Th.D. in spiritualibus Bc. Michal Olekšák in materialibus | Web farnosti Dlouhý Most farnosti Dlouhý Most                                     |
| Frýdlant v Čechách                                                              | Bulovka • Dětřichov u Frýdlantu • Ves u Frýdlantu                                                                                     | R.D. Mgr. Grzegorz Marian Czyżewski, děkan | Web farnosti – děkanství Frýdlant v Čechách                                       |
| Hejnice                                                                         | Mníšek u Liberce • Raspenava | R.D. ICLic. Mgr. Pavel Andrš, farář | Web farnosti Hejnice Archivováno 11. 6. 2015 na Wayback Machine. farnosti Hejnice |
| Hrádek nad Nisou                                                                | Bílý Kostel nad Nisou • Chrastava • Nová Ves u Chrastavy • Václavice • Vítkov u Chrastavy                                             | R.D. ICLic. Mgr. Radek Vašinek, farář | Web farnosti Hrádek nad Nisou farnosti Hrádek nad Nisou                           |
| Jablonec nad Nisou                                                              | Janov nad Nisou • Lučany nad Nisou • Rychnov u Jablonce nad Nisou • Rýnovice                                                          | R.D. Mgr. Štěpán Smolen, děkan | Web farnosti – děkanství Jablonec nad Nisou                                       |
|                                                                                 | Jítrava • Rynoltice • Žibřidice | P. Mgr. Pavel Maria Eduard Mayer, OP in spiritualibus Bc. Michal Olekšák in materialibus | Web farnosti Jítrava fara Jítrava                                                 |
| Liberec                                                                         | Jindřichovice pod Smrkem • Krásný Les • Kryštofovo Údolí • Křižany • Nové Město pod Smrkem • Stráž nad Nisou • Vratislavice nad Nisou | R.D. Mgr. Radek Jurnečka, arciděkan P. Václav Umlauf, Ph.D., SJ, výpomocný duchovní R.D. PaedDr. ICLic. Michal Podzimek, Ph.D., Th.D., kaplan pro pastoraci vysokoškoláků, inteligence a pro kulturně výchovnou činnost | Web farnosti – arciděkanství Liberec farnosti – arciděkanství Liberec             |
|                                                                                 | Liberec-Rochlice | P. ThLic. Dominik Daniel Valer OFM, administrátor | Web farnosti – děkanství Liberec-Rochlice farnosti – děkanství Liberec-Rochlice   |
| Liberec-Ruprechtice                                                             | | P. Ing. Mgr. Jeroným František Jurka, OFM, administrátor | Web farnosti Liberec-Ruprechtice farnosti Liberec-Ruprechtice                     |
| Příchovice                                                                      | Desná • Polubný | R.D. Mgr. Jiří Smolek, admin. |                                                                                   |
| Tanvald                                                                         | Albrechtice v Jizerských horách • Josefův Důl • Smržovka • Šumburk nad Desnou • Velké Hamry                                           | R.D. Mgr. Pavel Ajchler, farář | Web farnosti Tanvald                                                              |
| Další instituce zřízené litoměřickým biskupstvím na území libereckého vikariátu | | |                                                                                   |
| Diecézní soud litoměřické diecéze                                               | | R.D. PaedDr. ICLic. Michal Podzimek, Ph.D., Th.D., soudní vikář | Web Diecézní soud Ltm diecéze                                                     |
| Klášter Hejnice – Mezinárodní centrum duchovní obnovy                           | duchovní správa Hejnice | PhDr. Jan Heinzl, ředitel | Web Klášter Hejnice Klášter Hejnice                                               |
| Křižovatka – Interdiecézní centrum života mládeže                               | duchovní správa Příchovice | R.D. Mgr. Jiří Smolek, vedoucí | Web IDCŽM Křižovka Archivováno 18. 2. 2020 na Wayback Machine. IDCŽM Křižovka     |
| Charita Česká republika                                                         | | |                                                                                   |
| Charita Liberec                                                                 | duchovní správa Liberec a farnosti v oblasti                                                                                          | Mgr. František Sehoř, ředitel | Web Oblastní charita Liberec Oblastní charita Liberec                             |
| Školy                                                                           | | |                                                                                   |
| Základní škola Antonína Bratršovského                                           | duchovní správa Jablonec nad Nisou | PhDr. Janina Křimská Archivováno 29. 7. 2021 na Wayback Machine., ředitelka | Web ZŠ Ant. Bratršovského Jablonec n. N. ZŠ Ant. Bratršovského Jablonec n. N.     |

## Okrskový vikář
- 1900–1903 Josef Bergmann
- 1965–1974 Alois Frajt
- 1974–1990 Josef Dobiáš
- do 28. února 2013 Tomáš Pavel Genrt OFM
- 1. března 2013 – 3. března 2024 Radek Jurnečka
- od 3. března 2024 Štěpán Smolen